# Peyruis
Peyruis är en kommun i departementet Alpes-de-Haute-Provence i regionen Provence-Alpes-Côte d'Azur i sydöstra Frankrike. Kommunen ligger  i kantonen Peyruis som ligger i arrondissementet Forcalquier. År 2022 hade Peyruis 2 796 invånare.

## Befolkningsutveckling
Antalet invånare i kommunen Peyruis
Referens: INSEE